# Mount Sphinx
Mount Spinx (französisch Mont Sphinx) ist ein 2285 m hoher Berg im ostantarktischen Königin-Maud-Land. Er ist die höchste Erhebung der Prince de Ligne Mountains und ragt 15 km nördlich der Belgica Mountains auf.
Teilnehmer der Belgischen Antarktis-Expedition 1957/58 unter der Leitung von Gaston de Gerlache de Gomery entdeckten ihn. De Gerlache benannte ihn nach seiner Gestalt, die an eine Sphinx erinnert. Das Advisory Committee on Antarctic Names übertrug die Benennung 1965 ins Englische.